# Saison 2013-2014 du Castres olympique
Cette page présente la saison 2013-2014 du Castres olympique.

## Entraîneurs
L'équipe professionnelle est entraînée par Matthias Rolland, en tant que manager sportif, secondé par Serge Milhas pour les avants et David Darricarrère  pour les arrières

## Effectif 2013-2014
L'effectif est composé de 35 joueurs au maximum comme l'impose le règlement administratif de la LNR. Suivant l'article 23.2 de ce règlement, les joueurs formés au club ne rentrent pas dans ce cadre, soit un effectif pour la saison 2013-2014 de 36 joueurs (33+3). Suivant le même règlement, le nombre de joueurs non issus des filières de formation (NON JIFF) est limité à 16 pour la saison 2013-2014.
| Nom                   | Poste               | Naissance         | Nationalité sportive | International | Dernier club          | Arrivée au club (année) |
| --------------------- | ------------------- | ----------------- | -------------------- | ------------- | --------------------- | ----------------------- |
| Mathieu Bonello       | Talonneur           | 23 septembre 1982 | France               | -             | UA Gaillac            | 2007                    |
| Brice Mach            | Talonneur           | 2 avril 1986      | France               | -             | SU Agen               | 2011                    |
| Marc-Antoine Rallier  | Talonneur           | 2 décembre 1988   | France               | -             | Colomiers rugby       | 2011                    |
| Michael Coetzee       | Pilier              | 6 décembre 1979   | Afrique du Sud       | -             | Racing Métro 92       | 2009                    |
| Yannick Forestier     | Pilier              | 3 janvier 1982    | France               |               | US Colomiers          | 2004                    |
| Mihaita Lazăr         | Pilier              | 29 octobre 1986   | Roumanie             |               | CA Saint-Étienne      | 2012                    |
| George Marich         | Pilier              | 11 juillet 1992   | Afrique du Sud       | -             | RC Narbonne           | 2013                    |
| Anton Peikrishvili    | Pilier              | 18 septembre 1987 | Géorgie              |               | SU Agen               | 2010                    |
| Saimone Taumoepeau    | Pilier              | 21 décembre 1979  | Nouvelle-Zélande     |               | RC Toulon             | 2011                    |
| Karena Wihongi        | Pilier              | 29 septembre 1979 | Nouvelle-Zélande     | -             | Sale Sharks           | 2011                    |
| Rodrigo Capó Ortega   | Deuxième ligne      | 8 décembre 1980   | Uruguay              |               | SO Millau             | 2002                    |
| Benjamin Desroches    | Deuxième ligne      | 29 octobre 1989   | France               | -             | Stade toulousain      | 2011                    |
| Richie Gray           | Deuxième ligne      | 24 août 1989      | Écosse               |               | Sale Sharks           | 2013                    |
| Christophe Samson     | Deuxième ligne      | 1er mars 1984     | France               |               | RC Toulon             | 2012                    |
| Victor Moreaux        | Deuxième ligne      | 19 septembre 1993 | France               |               | Stade Toulousain      | 2013                    |
| Jannie Bornman        | Troisième ligne     | 28 juillet 1980   | Afrique du Sud       | -             | US Dax                | 2010                    |
| Yannick Caballero     | Troisième ligne     | 3 avril 1983      | France               |               | US Montauban          | 2009                    |
| Antonie Claassen      | Troisième ligne     | 20 octobre 1984   | France               |               | CA Brive Corrèze      | 2012                    |
| Ibrahim Diarra        | Troisième ligne     | 25 mai 1983       | France               |               | US Montauban          | 2009                    |
| Puila Faasalele       | Troisième ligne     | 22 janvier 1988   | Samoa                |               | Stade rochelais       | 2012                    |
| Pedrie Wannenburg     | Troisième ligne     | 2 janvier 1981    | Afrique du Sud       |               | Ulster                | 2012                    |
| Cédric Garcia         | Demi de mêlée       | 28 décembre 1982  | Espagne              |               | Aviron bayonnais      | 2013                    |
| Rory Kockott          | Demi de mêlée       | 25 juin 1986      | Afrique du Sud       | -             | Lions                 | 2011                    |
| Julien Tomas          | Demi de mêlée       | 21 avril 1985     | France               |               | Montpellier HR        | 2013                    |
| Daniel Kirkpatrick    | Demi d'ouverture    | 28 décembre 1988  | Nouvelle-Zélande     | -             | Blues                 | 2012                    |
| Rémi Talès            | Demi d'ouverture    | 2 mai 1984        | France               |               | Stade rochelais       | 2011                    |
| Seremaia Bai          | Trois-quarts centre | 4 janvier 1979    | Fidji                |               | ASM Clermont Auvergne | 2010                    |
| Romain Cabannes       | Trois-quarts centre | 2 décembre 1984   | France               | -             | Biarritz olympique    | 2009                    |
| Max Evans             | Trois-quarts centre | 28 septembre 1983 | Écosse               |               | Glasgow Warriors      | 2011                    |
| Rémi Lamerat          | Trois-quarts centre | 14 janvier 1990   | France               | -             | Stade toulousain      | 2011                    |
| Paul Bonnefond        | Trois-quarts aile   | 13 septembre 1988 | France               | -             | US Oyonnax            | 2011                    |
| Marcel Garvey         | Trois-quarts aile   | 21 avril 1983     | Angleterre           |               | Gloucester RFC        | 2012                    |
| Rémy Grosso           | Trois-quarts aile   | 4 décembre 1988   | France               | -             | Lyon                  | 2013                    |
| Pierre-Gilles Lakafia | Trois-quarts aile   | 12 mars 1987      | France               | -             | Stade toulousain      | 2011                    |
| Romain Martial        | Trois-quarts aile   | 13 novembre 1984  | France               |               | RC Narbonne           | 2010                    |
| Brice Dulin           | Arrière             | 13 avril 1990     | France               |               | SU Agen               | 2012                    |
| Geoffrey Palis        | Arrière             | 8 juillet 1991    | France               | -             | Albi                  | 2013                    |
| Romain Teulet         | Arrière             | 5 février 1978    | France               | -             | US Bergerac           | 2001                    |

## Calendrier

### Top 14
| - USA Perpignan – Castres olympique : 26 - 23 - Castres olympique – Football club de Grenoble rugby : 34 - 6 - Union Bordeaux Bègles – Castres olympique : 21 - 20 - Castres olympique – Stade français : 38 - 10 - Union sportive Oyonnax rugby – Castres olympique : 19 - 9 - Castres olympique – RC Toulon : 22 - 15 - Stade toulousain – Castres olympique : 26 - 9 - Castres olympique – Racing Métro 92 : 19 - 15 - CA Brive – Castres olympique : 34 - 0 - Castres olympique – Biarritz olympique : 39 - 0 - Castres olympique – ASM Clermont Auvergne : 22 - 22 - Montpellier HRC – Castres olympique : 16 - 20 - Castres olympique – Aviron bayonnais : 46 - 16 | - Castres olympique – USA Perpignan : 37 - 13 - Football club de Grenoble rugby – Castres olympique : 20 - 16 - Castres olympique – Union Bordeaux Bègles : 15 - 9 - Stade français – Castres olympique : 32 - 6 - Castres olympique – Union sportive Oyonnax rugby : 17 - 16 - RC Toulon – Castres olympique : 19 - 13 - Castres olympique – Stade toulousain : 29 - 27 - Racing Métro 92 – Castres olympique : 25 - 15 - Castres olympique – CA Brive : 38 - 6 - Biarritz olympique – Castres olympique : 34 - 34 - ASM Clermont Auvergne – Castres olympique : 23 - 11 - Castres olympique – Montpellier HRC : 22 - 15 - Aviron bayonnais – Castres olympique : 23 - 13 |

Avec 13 victoires, 2 matchs nuls et 11 défaites et un total de 66 points le Castres olympique termine à la 6e place et se qualifie pour les barrages du championnat de France 2013-2014.
Barrages
- ASM Clermont Auvergne – Castres olympique : 16 - 22

Demi-finale au Stade Pierre-Mauroy à Villeneuve-d'Ascq
- Castres olympique – Montpellier HRC : 22 - 19

Finale
- RC Toulon - Castres olympique : 18 - 10

### H-Cup
Dans la H-Cup le Castres olympique fait partie de la poule 1 et sera opposé aux Anglais de Northampton Saints, aux Gallois d'Ospreys et aux Irlandais du Leinster Rugby.
| - 12/10/13; Castres Olympique - Northampton Saints : 19 - 13 - 19/10/13; Leinster Rugby - Castres Olympique : 19 - 7 - 06/12/13; Castres Olympique - Ospreys : 15 - 9 | - 13/12/13; Ospreys - Castres Olympique : 21 - 12 - 10/01/14; Castres Olympique - Leinster Rugby : 22 - 29 - 17/01/14; Northampton Saints - Castres Olympique : 13 - 3 |

Avec 2 victoires et 4 défaites, le Castres olympique termine 3e de la poule 1 et n'est pas qualifié.

## Statistiques

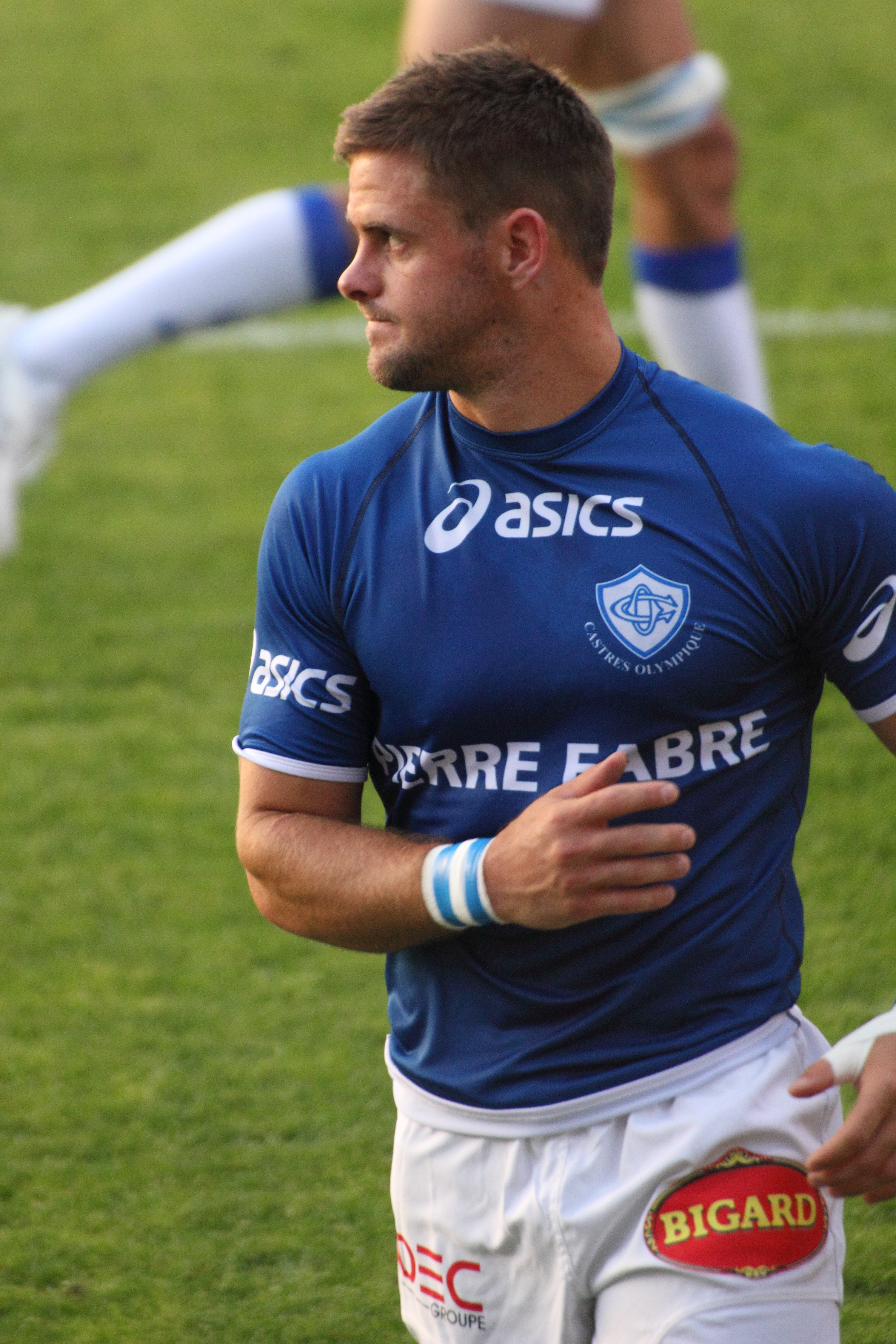
Rory Kockott.

### Statistiques collectives
Attaque
- 567 points marqués (51 essais, 38 transformations, 84 pénalités, 2 drops)

Défense
- 488 points encaissés (36 essais, 27 transformations, 83 pénalités, 7 drops)

### Statistiques individuelles
Meilleur réalisateur
- Rory Kockott avec 236 points en Top 14 (2 essais, 23 transformations, 58 pénalités et 2 drops)